# فهرست قنات‌های شهرستان ری
جدول زیر بر اساس آمار وزارت جهاد کشاورزی تهیه شده‌است. فهرست زیر قنات‌های شهرستان ری در استان تهران را نشان می‌دهد.
| نام قنات         | موقعیت                | نزدیک‌ترین روستا | طول قنات (متر) | تعداد میله چاه | عمق مادر چاه | دبی (لیتر بر ثانیه) | سطح زیر کشت (هکتار) |
| ---------------- | --------------------- | --------------- | -------------- | -------------- | ------------ | ------------------- | ------------------- |
| اسماعیل‌آباد      | بخش کهریزک شهرستان ری | اسماعیل‌آباد     | ۳۰۰۰           | ۱۰۰            | ۱۲           | ۴۵                  | ۲۰۰                 |
| اسماعیل‌آباد معین | بخش کهریزک شهرستان ری | اسماعیل‌آباد     | ۳۰۰۰           | ۱۲۰            | ۱۰           | ۳۰                  | ۲۰۰                 |
| اشرف‌آباد         | بخش کهریزک شهرستان ری | اشرف‌آباد        | ۵۴۰۰           | ۱۳۰            | ۳۰           | ۸۰                  | ۱۴۰                 |
| بی بی مریم       | بخش کهریزک شهرستان ری | کهریزک          | ۴۰۰۰           | ۱۵۰            | ۴۵           | ۴۵                  | ۱۰۰                 |
| خلازیر           | بخش کهریزک شهرستان ری | خلازیر          | ۰              | ۰              | ۰            | ۰                   | ۰                   |
| ده خیر           | بخش کهریزک شهرستان ری | ده خیر          | ۲۰۰۰           | ۶۵             | ۱۸           | ۲۰                  | ۸۰                  |
| دوتویه سفلی      | بخش کهریزک شهرستان ری | دوتویه سفلی     | ۳۰۰۰           | ۱۲۰            | ۳۰           | ۴۰                  | ۲۰۰                 |
| دوتویه علی       | بخش کهریزک شهرستان ری | دوتویه علیا     | ۳۰۰۰           | ۱۰۰            | ۲۲           | ۳۰۰                 | ۱۸۰                 |
| دورسون‌آباد       | بخش کهریزک شهرستان ری | دورسون‌آباد      | ۲۸۰۰           | ۱۱۰            | ۲۵           | ۳۰                  | ۱۲۰                 |
| سلمبر            | بخش کهریزک شهرستان ری | سلمبر           | ۲۸۰۰           | ۰              | ۲۰           | ۰                   | ۱۵۰                 |
| صفائیه شهرری     | بخش مرکزی شهرستان ری  | صفائیه          | ۴۰۰۰           | ۱۳۵            | ۱۲           | ۴۵                  | ۲۰۰                 |
| طالب‌آباد         | بخش کهریزک شهرستان ری | طالب‌آباد        | ۴۸۰۰           | ۱۸۰            | ۱۵           | ۳۵                  | ۱۲۰                 |
| عبدالله‌آباد اجاق | بخش کهریزک شهرستان ری | عبدالله‌آباد     | ۲۰۰۰           | ۶۰             | ۱۵           | ۲۰                  | ۱۰۰                 |
| علی‌آباد قیصریه   | بخش کهریزک شهرستان ری | علی‌آباد         | ۳۰۰۰           | ۱۲۰            | ۴۰           | ۳۰                  | ۱۸۰                 |
| فیروزآباد        | بخش کهریزک شهرستان ری | فیروزآباد       | ۲۲۰۰           | ۶۹             | ۲۰           | ۳۰                  | ۸۵                  |
| قشلاق            | بخش کهریزک شهرستان ری | قشلاق           | ۲۵۰۰           | ۰              | ۱۵           | ۰                   | ۱۵۰                 |
| قلعه نو          | بخش کهریزک شهرستان ری | قلعه نو         | ۲۵۰۰           | ۱۰۰            | ۳۰۰۰         | ۳۰                  | ۱۰۰                 |
| قمصر             | بخش کهریزک شهرستان ری | قمصر            | ۲۶۵۰           | ۸۵             | ۳۱۰۰         | ۳۵                  | ۱۵۰                 |
| قوچ حصار         | بخش کهریزک شهرستان ری | قوچ حصار        | ۲۰۰            | ۶۰             | ۱۵           | ۴۰                  | ۸۰۰                 |
| چاله طرخان       | بخش کهریزک شهرستان ری | چاله طرخان      | ۶۰۰۰           | ۱۹۰            | ۲۵           | ۸۰                  | ۲۰۰                 |
| چهارصددستگاه     | بخش مرکزی شهرستان ری  | چهارصددستگاه    | ۴۰۰۰           | ۱۳۰            | ۲۰           | ۳۰                  | ۱۲۰                 |